# Куара
Куара — река в России, протекает в Свердловской области.

## География
Устье реки находится в 78 км по правому берегу реки Вогулка. Длина реки — 27 км, площадь её водосборного бассейна — 186 км².

## Притоки
- Доронин
- 9,5 км: Большой Миасс
- 11 км: Миасс
- Филипповка
- Трошин
- Каменушка

## Данные водного реестра
По данным государственного водного реестра России относится к Камскому бассейновому округу, водохозяйственный участок реки — Сылва от истока и до устья, речной подбассейн реки — Кама до Куйбышевского водохранилища (без бассейнов рек Белой и Вятки). Речной бассейн реки — Кама.